# Anton Annerfeldt
Anton Anakin Carl Linus Annerfeldt, född 18 januari 2002, är en svensk skådespelare.
Annerfeldt har bland annat medverkat i SVT-produktionen Bror där han spelar, Noah, en av huvudkaraktärerna.

## Filmografi (i urval)
- 2022 – Bror (TV-serie)
- 2024 - släpp taget (film)